# Luc Boltanski
Luc Boltanski (4 de janeiro de 1940) é um sociólogo francês, professor na École des hautes études en sciences sociales (EHESS) de Paris, onde foi um dos fundadores do Groupe de sociologie politique et morale. É conhecido como a figura principal da escola "pragmática" da sociologia francesa, corrente que iniciou com Laurent Thévenot e que também é chamada de teoria das "economias da grandeza" ou "sociologia dos regimes de ação". O trabalho de Boltanski influenciou significativamente a sociologia, a economia política e a história social e econômica.

## Vida
Luc Boltanski nasceu na França em uma família russa, de pai judeu e mãe cristã. Seu pai, um médico, teve que se esconder durante a guerra "em um pequeno cômodo sob o chão" do apartamento da família. A sua mãe, nascida numa “família burguesa sem um tostão”, tornou-se escritora depois da guerra e adotou as ideias do Partido Comunista.
Durante a guerra da Argélia, Luc Boltanski foi um militante anticolonialista. Ele então apoiou “por um ou dois anos” a União da Esquerda Socialista, um grupo de ativistas de esquerda que tentou uma primeira experiência de unidade entre cristãos e marxistas.

## Realizações
Bolstanski inicialmente interessou-se pela sociologia nos anos 1960, em conexão com sua militância política da época, a meio caminho entre o catolicismo de esquerda e a extrema esquerda. [carece de fontes?]Como aluno dessa disciplina na Sorbonne, conhece Pierre Bourdieu, com quem começou a trabalhar como colaborador na pesquisa desenvolvida no Centro de Sociologia da Europa. Seus primeiros trabalhos foram elaborados sob a influência fundamental de Bourdieu e de seu coletivo, lidando com temas tão diversos quanto educação e classes sociais (sua tese, Puericultura e moral de classe, publicada em 1969), os usos sociais do corpo, do carro ou dos quadrinhos.
No início dos anos 1970, Boltanski tornou-se professor associado da Escola de Altos Estudos em Ciências Sociais. Naqueles anos, começou a trabalhar diretamente com Bourdieu e participou da fundação da revista Actes de la recherche en Sciences Sociales. Em meados da década de 1970 e início da seguinte, Boltanski foi desmarcado da revista e da equipe Bourdieu, iniciando uma pausa que em breve se refletiu em seus trabalhos e desenvolvimentos teóricos. No início dos anos 1980, publicou sua tese sobre a formação da categoria social de "cadres" (quadros) na França. Foi então orientado para a sociologia econômica, de sociologia das organizações e sociologia das profissões.
Em 1984, co-fundou o Groupe de sociologie politique et morale (GSPM) com alguns colaboradores que ele já havia conhecido no centro de Bourdieu e com quem trabalha há algum tempo: Alain Desrosières, Laurent Thévenot, Fanny Colonna, Nathalie Heinich, Jean-Louis Derouet, Nicolas Dodier, Elisabeth Claverie (sua esposa), 1 a quem vários estudantes se juntariam progressivamente (Claudette Lafaye, Francis Chateauraynaud, Philippe Corcuff, Cyril Lemieux, Damien de Blic). 
Nos anos 1990, suas colaborações com Laurent Thévenot se destacaram no campo da sociologia da crítica (que se distingue da sociologia crítica), dos julgamentos e justificativas morais, que buscam dar maior importância às competências críticas dos atores sociais, bem como suas colaborações com Éve Chiapello sobre as recentes transformações do capitalismo e o papel que as críticas e as justificativas desempenham nelas. Boltanski elaborou nesses anos o que ele chama de "sociologia pragmática", com o qual ele tentará superar aqueles que considera os problemas da sociologia crítica francesa dos anos 1970, prolongando seu interesse em críticas, justificativas e competências morais de atores em vários campos.
Paralelamente ao seu trabalho no campo das ciências sociais, Luc Boltanski também desenvolveu sua faceta como escritor, publicando várias obras de poesia e teatro.

## Escritos

#### Livros selecionados
- Enrichissement. Une critique de la marchandise (com Arnaud Esquerre), 2017
- La condition foetale. Un sociologie de l'engendrement et l'ortortement, 2004
- La souffrance à distância. Morale humanitaire, media et politique, 1993
- L'amour et la justice comme compétences Trois essais de sociologie de l'action, 1990
- Les cadres : La formation d'un groupe social, Paris, éditions de Minuit, 1982

#### Livros publicados em português
- A justificação: sobre as economias da grandeza. Rio de Janeiro: Ed. UFRJ, 2020. (com Laurent Thévenot) ISBN 9788571084483
- O novo espírito do capitalismo. São Paulo: Marins Fontes, 2009. (com Éve Chiapello) ISBN 9786586016154

#### Artigos publicados em português
- Sociologia da crítica, instituições e o novo modo de dominação gestionária
- As dimensões antropológicas do aborto
- Os executivos autodidatas

#### Entrevistas
- TAs ascensões da economia do enriquecimento e da extrema direita: uma entrevista com Luc Boltanski e Arnaud Esquerre. 2021[7]
- Entrevista com Luc Boltanski, por Diogo Silva Corrêa, 2016. Blog do Labemus.
- "Uma crítica para o presente": entrevista com Luc Boltanski.[8]
- “Ser dominado é ser posto permanentemente à prova”. Entrevista com Luc Boltanski. 2013.[9]

## Nota
As primeiras versões deste artigo incluíram trechos baseados na tradução dos artigos «Luc Boltanski» na Wikipédia em inglês (acessado nesta versão) e «Luc Boltanski» na Wikipédia em francês (acessado nesta versão).